# Antti Pennanen

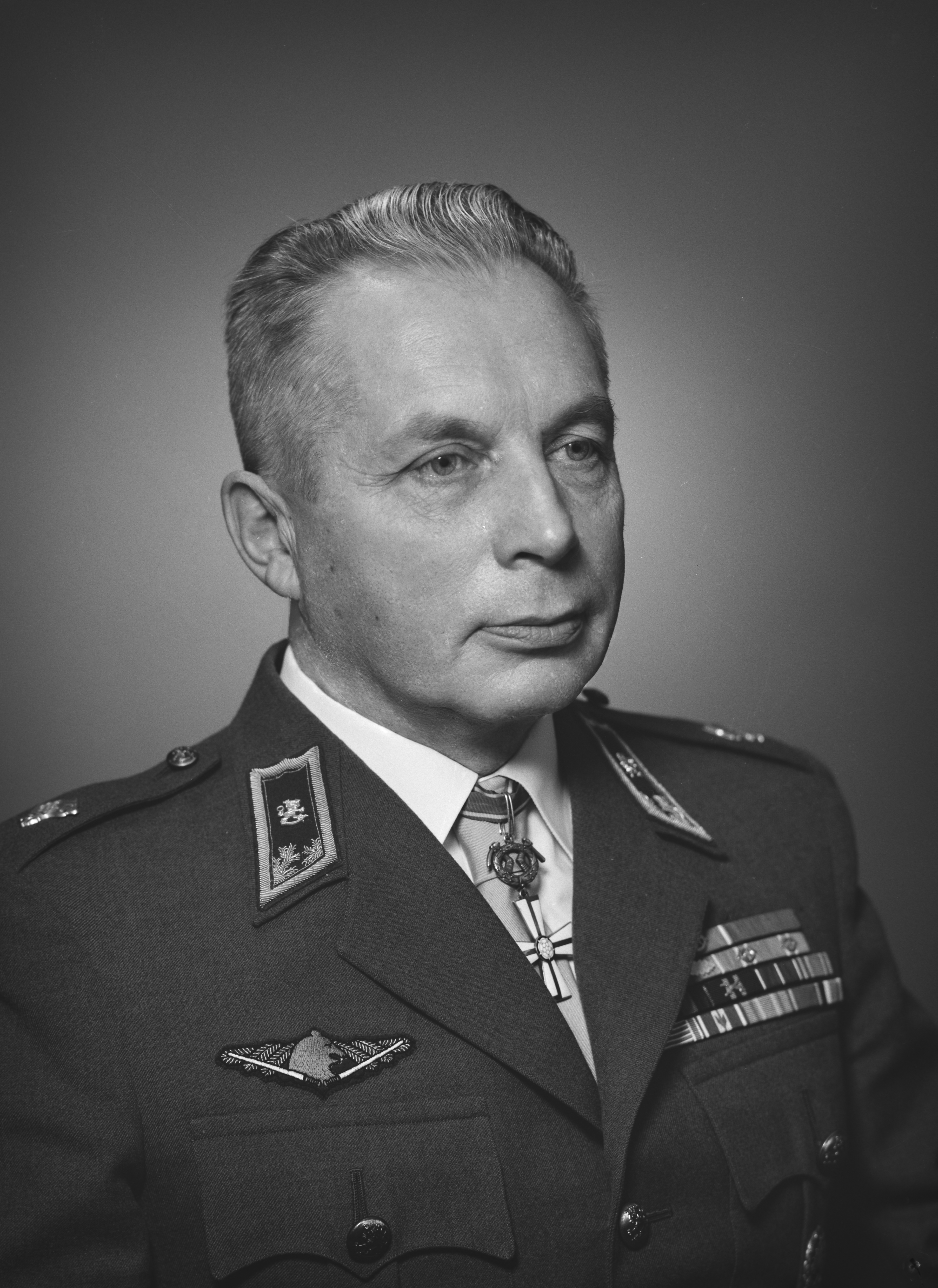
Antti Pennanen.

Antti Pennanen, född 6 november 1903 i Kuusjärvi, död 30 oktober 1981 i Helsingfors, var en finländsk militär. 
Pennanen ingick i Joensuu vaktbataljon under finska inbördeskriget 1918, var sergeant vid gränsbevakningen 1926 samt tjänstgjorde i artilleriet och infanteriet 1928–1933. Han överflyttades därefter till Lapplands gränsbevakning där han tjänstgjorde som yngre officer och kompanichef 1933–1939. Han deltog i vinterkriget som chef för Avdelning P. och avdelta bataljonen 16 (Er.P 16) på Petsamofronten och var under fortsättningskriget befälhavare för ett avdelt förband som bar hans namn på Petsamofronten och i Lapplandskriget 1944–1945 för 15. Brigaden. Han var chef för gränsbevakningen med generallöjtnants grad 1962–1966.